# Муттершид
Муттершид (нем. Mutterschied) — община в Германии, в земле Рейнланд-Пфальц. Входит в состав района Рейн-Хунсрюк. Подчиняется управлению Зиммерн.

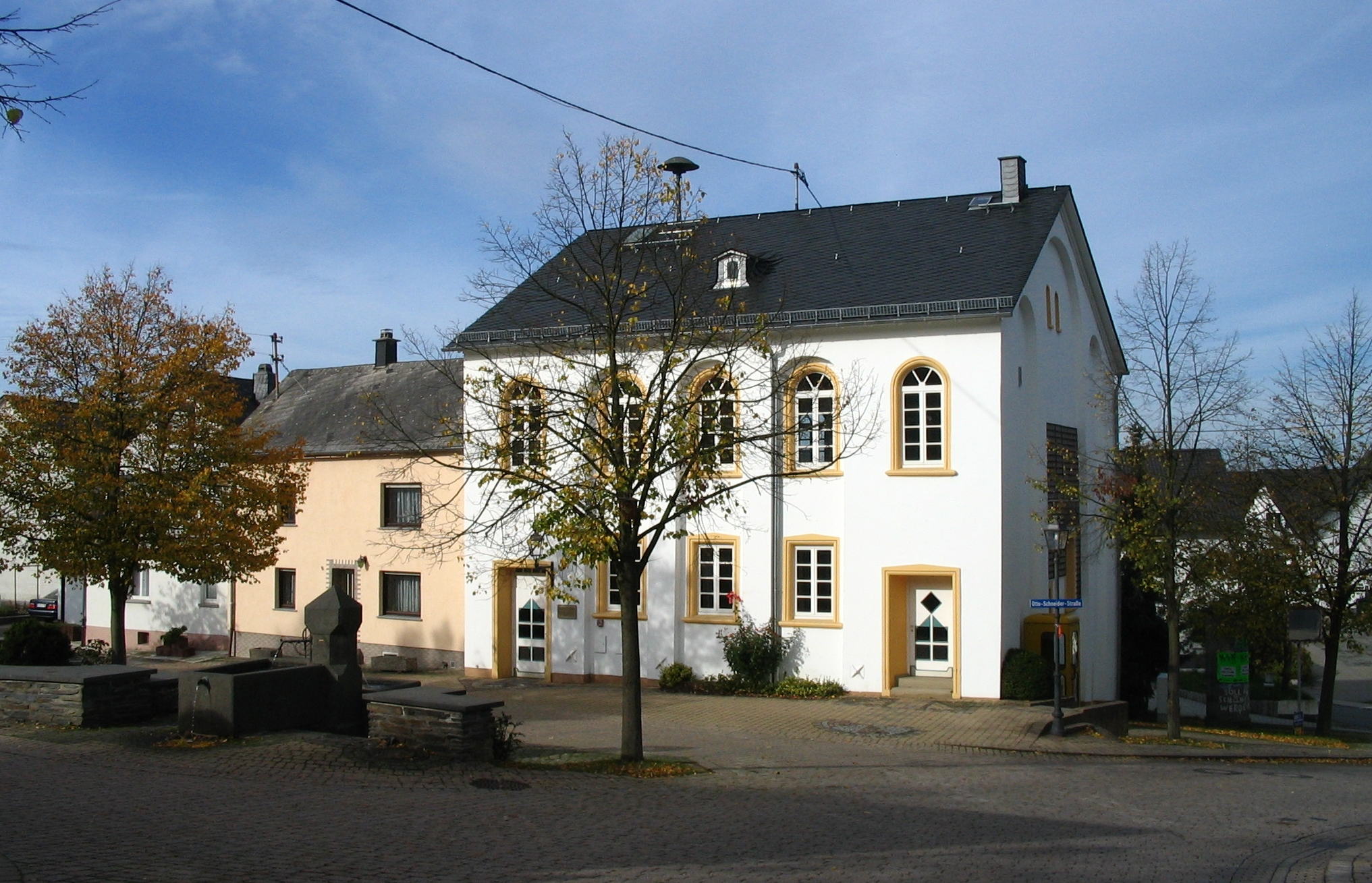

Население составляет 497 человек (на 31 декабря 2010 года). Занимает площадь 3,07 км².